# Альмеланн, Арне Юхан
А́рне Ю́хан А́льмеланн (норв. Arne Johan Almeland; 19 февраля 1965, Берген) — норвежский гребец-байдарочник, выступал за сборную Норвегии в конце 1980-х годов. Участник летних Олимпийских игр в Сеуле, чемпион мира, победитель многих регат национального и международного значения.

## Биография
Арне Юхан Альмеланн родился 19 февраля 1965 года в городе Бергене губернии Хордаланн. Активно заниматься греблей начал с раннего детства, проходил подготовку в местном каноэ-клубе «Фана».
В 1987 году выступил на мировом первенстве в немецком Дуйсбурге, в составе четырёхместного экипажа, куда вошли также гребцы Харальд Амундсен, Арне Слетшёэ и Мортен Иварсен, на десяти километрах обогнал всех своих соперников и завоевал тем самым золотую медаль.
Будучи одним из лидеров гребной команды Норвегии, благополучно прошёл квалификацию на Олимпийские игры 1988 года в Сеуле — в четвёрках с Иварсеном, Слетшёэ и Кнутом Хольманном на километре сумел дойти только до стадии полуфиналов, где их экипаж не финишировал. Вскоре по окончании этой Олимпиады принял решение завершить карьеру профессионального спортсмена, уступив место в сборной молодым норвежским гребцам.